# Katolická biskupská konference Spojených států amerických
Konference katolických biskupů Spojených států (United States Conference of Catholic Bishops, USCCB) je biskupská konference katolické církve ve Spojených státech. Byla založena v roce 1966 jako společná Národní konference katolických biskupů (NCCB) a Katolická konference Spojených států (USCC) a skládá se ze všech biskupů (příp. dalších stálých ordinářů) ve Spojených státech a na území Amerických Panenských ostrovů. 
V Portoriku tvoří biskupové šesti diecézí vlastní biskupskou konferenci, Portorickou biskupskou konferenci. Biskupové v amerických ostrovních oblastech v Tichém oceánu – Společenství Severních Marian, území Americká Samoa a území Guam – jsou členy Tichomořské biskupské konference. 
USCCB přijala svůj současný název v červenci 2001. Stejně jako u všech biskupských konferencí musí určitá rozhodnutí a akty USCCB získat recognitio neboli schválení římských dikasterií, které podléhají bezprostřední a absolutní autoritě papeže. 
Od listopadu 2022 je předsedou Timothy Broglio, arcibiskup pro vojenské služby v USA. Viceprezidentem je William E. Lori, arcibiskup z Baltimoru.

## Historie
Současná podoba Konference katolických biskupů Spojených států vznikla v roce 2001 sloučením Národní konference katolických biskupů a Katolické konference Spojených států. USCCB má svůj původ v Národní katolické válečné radě, která byla založena v roce 1917.

### Národní katolická válečná rada
Další informace: Národní katolická sociální rada
Viz též: Národní katolická komunitní služba
První národní organizace katolických biskupů ve Spojených státech byla založena v roce 1917 jako Národní katolická válečná rada (National Catholic War Council, NCWC), která vznikla proto, aby američtí katolíci mohli přispívat na duchovní péči o katolické vojáky během první světové války. 

### Národní katolická sociální rada
Hlavní článek: Národní katolická sociální rada
V roce 1919 papež Benedikt XV. vyzval kolegium biskupů z celého světa, aby mu pomáhali prosazovat reformy v oblasti práce, které poprvé formuloval papež Lev XIII. v dokumentu Rerum novarum. V reakci na to americký katolický episkopát v roce 1919 zorganizoval Národní katolickou radu pro sociální péči  (National Catholic Welfare Council). Vytvořili také první sedmičlenný správní výbor, který měl řídit každodenní záležitosti mezi plenárními zasedáními a jehož prvním předsedou se stal arcibiskup Edward Joseph Hanna ze San Franciska. Ústředí bylo zřízeno ve Washingtonu, D.C.
Po hrozbě zrušení Národní katolické sociální rady kvůli obavám, že příliš centralizuje moc jednotlivých biskupů, se správní rada rozhodla přejmenovat organizaci na Národní katolickou sociální konferenci s cílem prosazovat reformy v oblasti vzdělávání, přistěhovalectví a sociální činnosti. 

### Krize případů sexuálního zneužívání v církvi
Počáteční reakce USCCB na odhalení sexuálního zneužívání dětí duchovními v 80. letech 20. století byla široce kritizována uvnitř i vně církve. Zejména přeřazení duchovních obviněných ze zneužívání bylo považováno za opatření, které umožnilo šíření zneužívání. Počátkem roku 2000, po explozi veřejných skandálů a vyšetřování novinářů, USCCB nechala vypracovat zprávu od John Jay College of Criminal Justice (Vysoká škola trestního práva Johna Jaye) a přijala Chartu na ochranu dětí a mládeže. V následujících desetiletích se USCCB potýkala s následky, které zahrnovaly desítky soudních sporů, jejichž výsledkem bylo finanční vyrovnání s oběťmi ve výši přesahující 3 miliardy dolarů. Řada diecézí vyhlásila bankrot ve snaze zvládnout finanční dopady. USCCB nadále zveřejňuje výroční zprávu o svém pokroku při řešení této situace.

### Vedení José Gómeze
Během protestů v souvislosti se smrtí George Floyda v roce 2020 vydal předseda USCCB arcibiskup José Horacio Gómez prohlášení, v němž citoval slova Martina Luthera Kinga Jr., že „nepokoje jsou jazykem neslyšených“.
Poté, co někteří konzervativní biskupové vyjádřili znepokojení poté, co Gómez poblahopřál Joe Bidenovi ke zvolení prezidentem USA, Gómez oznámil, že vytvoří pracovní skupinu, která bude řešit „zmatek“, který by mohli způsobit katoličtí politici, kteří podporují politiku, jež je v rozporu s učením církve. 20. ledna 2021, v den inaugurace prezidenta Joe Bidena, kdy se stal druhým římskokatolickým prezidentem USA, zaslala mu USCCB dopis, jehož autorem byl prezident Gómez a který byl časopisem Amerikou označen za „bodavý“. Biskup v dopise sice Bidenovi blahopřál ke zvolení a uvedl, že se „modlí, aby mu Bůh udělil moudrost a odvahu vést tento velký národ a aby mu Bůh pomohl čelit zkouškám této doby“, ale zároveň vyjádřil obavy, že jeho politika „bude prosazovat morální zlo a ohrožovat lidský život a důstojnost, a to nejvážněji v oblasti potratů, antikoncepce, manželství a genderu. Hluboké obavy vzbuzuje svoboda církve a svoboda věřících žít podle svého svědomí.“
Dopis napadlo několik biskupů, včetně chicagského arcibiskupa kardinála Blase J. Cupicha, který uvedl, že poselství bylo vypracováno bez konzultace se správním výborem USCCB, a označil za „institucionální selhání“, že biskupové své poselství před vydáním nesladili. V prohlášení, které America označila za „vzácnou výtku“, Cupich vydal dvě prohlášení, z nichž jedno znělo: „Konference katolických biskupů Spojených států dnes vydala neuvážené prohlášení v den inaugurace prezidenta Bidena. Kromě toho, že k tomu zřejmě neexistuje žádný precedens, bylo toto prohlášení, kritické vůči prezidentu Bidenovi, překvapením pro mnoho biskupů, kteří ho obdrželi jen několik hodin před jeho zveřejněním.“
V dubnu 2021 navrhla pracovní skupina, kterou Gómez oznámil, vypracování nového dokumentu, který by se zabýval otázkou svatého přijímání. 30. března 2021 biskup Gómez napsal Kongregaci pro nauku víry (lat. Congregatio pro Doctrina Fidei, CDF) a informoval ji o plánech USCCB vypracovat dokument týkající se způsobilosti katolických politiků přijímat svaté přijímání. Kardinál Luis Ladaria, prefekt CDF, odpověděl 7. května a upozornil USCCB, aby zachovala jednotu při projednávání protipotratových otázek a nedomnívala se, že potraty a eutanazie představují jediné závažné otázky katolického morálního učení. Ladaria dále uvedl, že jakékoli nové ustanovení USCCB musí respektovat práva jednotlivých ordinářů v jejich diecézích a výsady Svatého stolce.

## Oblasti

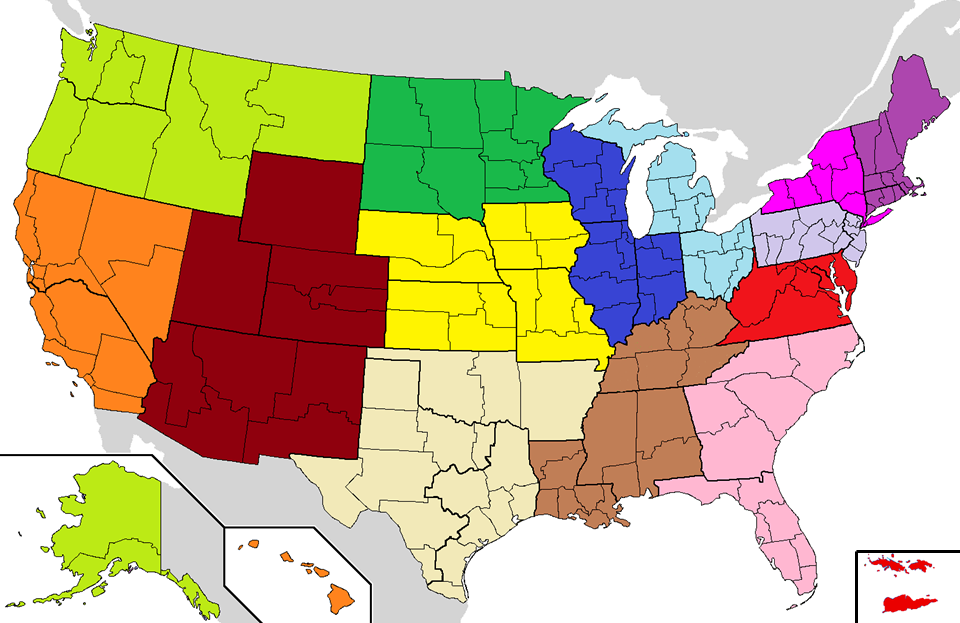
USCCB rozděluje diecéze latinské církve ve Spojených státech do čtrnácti geografických oblastí (regionů), zatímco patnáctá oblast tvoří východní katolické eparchie a exarcháty.

Diecéze ve Spojených státech jsou rozděleny do patnácti oblastí (regionů). Čtrnáct z těchto oblastí (označených čísly I. až XIV.) je založeno na geografickém základě, a to pro latinské katolické diecéze a neteritoriální osobní ordinariát Stolce svatého Petra (součást regionu X.). Východní katolické eparchie (diecéze) tvoří oblast XV.
I. Arcidiecéze: Boston, Hartford; diecéze: Bridgeport, Burlington, Fall River, Worcester, Manchester, Norwich, Portland, Providence, Springfield
II. Arcidiecéze: New York; diecéze: Albany, Brooklyn, Buffalo, Ogdensburg, Rochester, Rockville Centre, Syracuse
III. Arcidiecéze: Newark, Filadelfia; diecéze: Allentown, Altoona-Johnstown, Camden, Erie, Greensburg, Harrisburg, Metuchen, Paterson, Pittsburgh, Trenton, Scranton
IV. Arcidiecéze: Baltimor, Washington; diecéze: Arlington, Richmond, Wheeling-Charleston, Wilmington, Saint Thomas
V. Arcidiecéze: Louisville, Mobile, New Orleans; diecéze: Alexandria, Baton Rouge, Biloxi, Birmingham, Covington, Houma-Thibodaux, Knoxville, Jackson, Lafayette, Lake Charles, Lexington, Memphis, Nashville, Owensboro, Shreveport
VI. Arcidiecéze: Cincinnati, Detroit; diecéze: Cleveland, Columbus, Gaylord, Grand Rapids, Kalamazoo, Lansing, Marquette, Saginaw, Steubenville, Youngstown, Toledo
VII. Arcidiecéze: Chicago, Indianapolis, Milwaukee; diecéze: Belleville, Evansville, Fort Wayne-South Bend, Gary, Green Bay, Joliet, La Crosse, Lafayette v Indianě, Madison, Peoria, Rockford, Springfield v Illinois, Superior
VIII. Arcidiecéze: Saint Paul a Minneapolis; diecéze: Bismarck, Crookston, Duluth, Fargo, New Ulm, Rapid City, Saint Cloud, Sioux Falls, Winona-Rochester
IX. Arcidiecéze: Dubuque, Kansas City, Omaha, Saint Louis; diecéze: Davenport, Des Moines, Dodge City, Grand Island, Jefferson City, Kansas City-Saint Joseph, Lincoln, Salina, Sioux City, Springfield-Cape Girardeau, Wichita
X. Arcidiecéze: Galveston-Houston, Oklahoma City, San Antonio; diecéze: Amarillo, Austin, Beaumont, Brownsville, Corpus Christi, Dallas, El Paso, Fort Worth, Laredo, Little Rock, Lubbock, San Angelo, Tulsa, Tyler, Victoria v Texasu
XI. Arcidiecéze: Las Vegas, Los Angeles, San Francisco; diecéze: Fresno, Honolulu, Monterey, Oakland, Orange v Californii, Reno, Sacramento, San Bernardino, San Diego, San Jose v Kalifornii, Santa Rosa v Kalifornii, Stockton
XII. Arcidiecéze: Portland, Anchorage-Juneau, Seattle; diecéze: Baker, Boise City, Fairbanks, Great Falls-Billings, Helena,  Spokane, Yakima
XIII. Arcidiecéze: Denver, Santa Fe; diecéze: Cheyenne, Colorado Springs, Gallup, Las Cruces, Phoenix, Pueblo, Salt Lake City, Tucson
XIV. Arcidiecéze: Atlanta, Miami; diecéze: Charlotte, Charleston, Orlando, Pensacola-Tallahassee, Raleigh, Saint Augustine, Saint Petersburg, Venice, Palm Beach, Savannah

## Iniciativy

### Národní výbor pro právo na život (1968–1973)
Hlavní článek: Národní výbor pro právo na život
Národní konference katolických biskupů jmenovala v dubnu 1967 biskupa Jamese T. McHugha, aby vedl počáteční formaci, která se později stala Národním výborem pro právo na život (National Right to Life Committee, NRLC). Samotný NRLC vznikl v roce 1968 pod záštitou Národní konference katolických biskupů s cílem koordinovat informace a strategii mezi rozvíjejícími se místními a státními katolickými skupinami proti potratům a je nejstarší a největší národní organizací proti legálním potratům ve Spojených státech s pobočkami NRLC ve všech 50 státech a více než 3 000 místními pobočkami po celé zemi. Tyto pobočky NRLC vznikaly v reakci na snahy o změnu potratových zákonů na základě modelové legislativy navržené Americkým právním institutem (American Law Institute, ALI). Prvním prezidentem organizace byl právník Juan Ryan z New Jersey. V roce 1970 uspořádala NRLC v Chicagu na Barat College celonárodní setkání vůdců bojujících proti potratům. V následujícím roce uspořádala NRLC svůj první sjezd na Macalestar College v St Paulu v Minnesotě.

### Zdravotní péče pro ženy
V roce 1990 si USCCB najala firmu Hill & Knowlton pro styk s veřejností, aby zahájila kampaň, která měla přesvědčit katolíky i nekatolíky, aby se postavili proti právu žen na potrat.
USCCB vydala „Etické a náboženské směrnice pro katolické zdravotnické služby“. Byla zažalována organizací ACLU s odůvodněním, že směrnice v některých případech způsobila, že lékaři odmítli ošetření žen v naléhavé zdravotní situaci.
V březnu 2012 v souvislosti s antikoncepčním nařízením vydaným v rámci zákona o dostupné péči, podle něhož zaměstnavatelé, kteří nepodporují antikoncepci, ale sami nejsou náboženskými institucemi (per se), musí antikoncepci hradit ze zdravotního pojištění hrazeného zaměstnavatelem. USCCB se rozhodla „pokračovat ve svém ,energickém odporu proti tomuto nespravedlivému a nezákonnému nařízeníʻ“.
V červnu a červenci 2012 podpořila USCCB kampaň nazvanou Čtrnáct dní za svobodu na protest proti vládním aktivitám, které podle jejího názoru zasahují do náboženské svobody. 
12. června 2020 výbor pochválil administrativu prezidenta Donalda Trumpa za změnu rozhodnutí ministerstva zdravotnictví a sociálních věcí týkajícího se diskriminace na základě pohlavní identity a uvedl, že „pomůže obnovit práva poskytovatelů zdravotní péče – stejně jako pojišťoven a zaměstnavatelů – kteří odmítají provádět nebo hradit potraty nebo zákroky ,změny pohlavíʻ z etických nebo profesních důvodů.“

### Imigrace
Strategie USCCB v oblasti imigrační reformy zahrnuje:
- Legalizace pro přistěhovalce s dobrými morálními vlastnostmi, kteří si mohou po prověření a zaplacení poplatků upravit svůj status a získat legální trvalý pobyt.
- Legální cesta pro pracovníky narozené v zahraničí, kteří mohou vstoupit do USA za prací, aby se zmírnila úmrtnost při překračování hranic.
- Více víz na podporu slučování rodin a také zkrácení čekací doby.
- Zrušení některých trestů podle zákona o reformě nelegálního přistěhovalectví a odpovědnosti přistěhovalců z roku 1996, jako jsou tříleté a desetileté zákazy pro deportované nelegální přistěhovalce (v závislosti na délce jejich nelegálního pobytu v USA).
- Je třeba řešit základní příčiny nelegálního přistěhovalectví, jako je chudoba a nerovnost ve vysílajících zemích.
- Vymáhání práva by se mělo zaměřit na nelegální přistěhovalce, kteří představují riziko pro veřejnou bezpečnost, a nikoli na rodiny hledající zaměstnání.

V roce 2017 vydal biskup Joe S. Vásquez, předseda Výboru pro migraci USCCB, prohlášení, v němž nesouhlasil s prvním Trumpovým zákazem cestování, exekutivním příkazem č. 13769, který omezil vstup do USA lidem z několika převážně muslimských zemí a také zavedl dočasný zákaz přijímání syrských uprchlíků. Později téhož roku vydali předseda, místopředseda a předsedové výborů USCCB prohlášení, v němž odsoudili zrušení programu DACA (Deferred Action for Childhood Arrivals), v jehož rámci požádalo o ochranu před deportací téměř 800 000 mladých lidí.
Na pololetním setkání v roce 2018, které se konalo ve Fort Lauderdale na Floridě, vydal předseda USCCB kardinál Daniel DiNardo prohlášení, v němž kritizoval politiku Trumpovy administrativy týkající se rozdělování rodin a odmítání azylu ženám prchajícím před domácím násilím.

### Násilí páchané střelnými zbraněmi
USCCB podala u Nejvyššího soudu v případu United States v. Rahimi stanovisko amicus, v němž argumentuje, že ochrana nevinných „je vhodným hlediskem“ při regulaci střelných zbraní:
„Jak učí církev a jak ukazují historické tradice tohoto národa, právo nosit zbraň není bezvýhradným povolením, které musí nechat zranitelné členy rodiny žít ve strachu. Právě zneužívané oběti jsou těmi, které má spravedlivá vláda za úkol chránit. Druhý dodatek není překážkou jejich bezpečnosti.“

### Ekumenický dialog
Od roku 2021 vede USCCB ekumenickou diskusi s Letničními/charismatickými církvemi Severní Ameriky (PCCNA) a také diskutuje o možnosti budoucího teologického dialogu mezi letničními a katolicismem.
USCCB je členem Christian Churches Together, mezidenominačního společenství křesťanských denominací a organizací ve Spojených státech. 

## Financování
Rozpočet na rok 2018 činil 200 milionů USD. Většina peněz se získává z národních sbírek, vládních grantů a diecézních příspěvků.

## Seznam bývalých a současných vedoucích osobností

### Předsedové
Seznam předsedů USCCB, kteří jsou voleni svými spolubratry biskupy, diecéze nebo arcidiecéze, které během svého působení vedli, a data jejich působení ve funkci předsedy:
1. 1966–1971: kardinál John Francis Dearden, arcibiskup detroitský
2. 1971–1974: kardinál John Joseph Krol, arcibiskup filadelfský
3. 1974–1977: Joseph Bernardin, arcibiskup v Cincinnati (později kardinál)
4. 1977–1980: John Raphael Quinn, arcibiskup v San Franciscu
5. 1980–1983: John Robert Roach, arcibiskup v Saint Paul a Minneapolis
6. 1983–1986: James W. Malone, biskup v Youngstownu
7. 1986–1989: John Lawrence May, arcibiskup v Saint Louis
8. 1989–1992: Daniel Edward Pilarczyk, arcibiskup v Cincinnati
9. 1992–1995: kardinál William Henry Keeler, arcibiskup baltimorský
10. 1995–1998: Anthony Michael Pilla, biskup clevelandský
11. 1998–2001: Joseph A. Fiorenza, biskup v Galvestonu-Houstonu
12. 2001–2004: Wilton Daniel Gregory, biskup v Belleville
13. 2004–2007: William Stephen Skylstad, biskup ve Spokane
14. 2007–2010: kardinál Francis E. George, O.M.I., arcibiskup chicagský
15. 2010–2013: kardinál Timothy Dolan, arcibiskup v New Yorku
16. 2013–2016: Joseph Edward Kurtz, arcibiskup v Louisville
17. 2016–2019: kardinál Daniel Nicholas DiNardo, arcibiskup v Galvestonu-Houstonu
18. 2019–2022: arcibiskup José Horacio Gómez, arcibiskup v Los Angeles
19. od 2022: arcibiskup Timothy Broglio, arcibiskup vojenských služeb USA

### Místopředsedové
Seznam místopředsedů USCCB, kteří jsou voleni svými spolubratry biskupy, diecéze nebo arcidiecéze, které během svého působení vedli, a data jejich působení ve funkci místopředsedy:
1. 1966–1971: kardinál John Krol, arcibiskup Filadelfie
2. 1971–1974: arcibiskup koadjutor Leo Christopher Byrne, arcibiskup koadjutor Saint Paul a Minneapolis
3. 1974–1977: kardinál John Carberry, arcibiskup St. Louis
4. 1977–1980: arcibiskup John Roach, arcibiskup Saint Paul a Minneapolis
5. 1980–1983: biskup James William Malone, biskup Youngstown
6. 1983–1986: arcibiskup John L. May, arcibiskup St. Louis
7. 1986–1989: arcibiskup Daniel Edward Pilarczyk, arcibiskup Cincinnati
8. 1989–1992: arcibiskup William H. Keeler, pozdější kardinál arcibiskup Baltimore
9. 1992–1995: biskup Anthony Pilla, biskup Clevelandu
10. 1995–1998: biskup Joseph Fiorenza, pozdější arcibiskup, biskup Galveston-Houston
11. 1998–2001: biskup Wilton Daniel Gregory, pozdější kardinál, biskup Belleville
12. 2001–2004: biskup William S. Skylstad, biskup Spokane
13. 2004–2007: kardinál Francis George OMI, Arcibiskup Chicaga
14. 2007–2010: biskup Gerald Frederick Kicanas, biskup Tucsonu
15. 2010–2013: arcibiskup Joseph Edward Kurtz, arcibiskup Louisville
16. 2013–2016: kardinál Daniel DiNardo, arcibiskup Galveston-Houston
17. 2016–2019: arcibiskup José Horacio Gómez, arcibiskup Los Angeles
18. 2019–2022: arcibiskup Allen Vigneron, arcibiskup Detroitu
19. od 2022: arcibiskup William E. Lori, arcibiskup Baltimore